# Mitteleschenbach
Mitteleschenbach è un comune tedesco di 1 579 abitanti, situato nel land della Baviera.